# جورج هوارد باول
جورج هوارد باول (بالإنجليزية: George Howard Paul)‏ هو صحفي ومحامي ومُحرِّر وسياسي أمريكي، ولد في 14 مارس 1826، وتوفي في 1890. حزبياً، نشط في الحزب الديمقراطي. وقد انتخب عضو مجلس ولاية ويسكونسن.